# Edin Atić
Edin Atić (Bugojno, 19 de enero de 1997) es un baloncestista bosnio que pertenece a la plantilla del Club Baloncesto Breogán de la Liga ACB. Con 2,01 metros de estatura, juega en la posición de Alero.

## Trayectoria deportiva

### Profesional
Comenzó su carrera profesional en su país, en el club Kos, hasta que en 2013 pasaría al OKK Spars Sarajevo, tras probar en varias ocasiones en la cantera del Real Madrid.
Tras una buena actuación en el Europeo sub-18, le permitió fichar por una temporada por el AEK Atenas el 1 de septiembre de 2015, por una cantidad de €750,000 euros firmando un contrato por 6 años.
El 2 de noviembre de 2016, el AEK cede a Atić al Aries Trikala B.C., para disputar la temporada 2016–17. Pero tras jugar 7 partidos con Trikala el préstamo se cancela y retorna a las filas del AEK. De hecho, con el conjunto griego levantó un título de Champions en la temporada 2017-18.
Desde 2018 a 2020, jugaría en las filas del KK Mega Bemax con el que disputa la Košarkaška Liga Srbije y la Liga del Adriático. 
En la temporada 2020-21, firma por el KK Igokea con el que disputa la Liga de baloncesto de Bosnia y Herzegovina, la ABA Liga y la Eurocup.
En la temporada 2021-22, firma por el KK Budućnost Podgorica con el que disputa la Prva A Liga, la ABA Liga y la Eurocup.
En la temporada 2022-23, regresa al KK Igokea, en el que promedia 10.6 puntos, 3.5 rebotes, 4.6 asistencias, 1.3 robos y 12.1 de valoración en la ABA League. 
El 5 de marzo de 2024, firma por el San Pablo Burgos de la Liga LEB Oro.
El 8 de julio de 2024, se anuncia su incorporación al Club Baloncesto Breogán de la Liga ACB. 

### Selección nacional
En septiembre de 2022 disputó con el combinado absoluto bosnio-herzegovino el EuroBasket 2022, finalizando en decimoctava posición.